# Кіясовка
Кія́совка (рос. Киясовка, удм. Кияса) — річка в Кіясовському районі Удмуртії та Агризькому районі Татарстану, Росія, права притока Шихостанки.
Річка починається на південний схід від села Підгорне. Протікає на південний схід, впадає до Шихостанки біля Ільдибаєвського кордону. Витоки та нижня течії знаходяться в лісових масивах. Гирло заболочене. Приймає декілька дрібних приток, найбільшої з яких є права Ігровка.
На річці розташовані населені пункти Кіясовського району — Кіясово, Санніково, Сутягіно, Мале Кіясово, Ільдібаєво.
В селі Ільдибаєво збудовано став, в Кіясово — автомобільний міст.